# ميدون (تونس)
مِيدُون بلدية تتبع معتمدية جربة ميدون إحدى معتمديات جزيرة جربة (ميدون، آجيم، حومة السوق)، وهي أكبرها من حيث المساحة؛ حيث تبلغ 193.7 كلم2. توجد بالجنوب الشرقي للبلاد التونسية وتطل على خليج قابس. تتميز بجمال سواحلها الرملية ومناخها المعتدل وطقسها المشمس.

## التاريخ
أول حضارة ذات أثر عرفتها المنطقة وضع ملامحها الفينيقيون الذين يعود اهتمامهم بالشمال الإفريقي إلى القرن الثاني عشر قبل الميلاد، حيث شيدوا مراكز لتجارتهم وبنوا مجموعة من المواني التجارية به، ومن أشهرها القنطرة، فأصبحت بذلك منطقة جربة محطة تجارية تربط بين مختلف ضفاف البحر المتوسط عن طريق الأساطيل، وكذلك البلدان الإفريقية عبر الصحراء عن طريق القوافل البرية.
وقد تكونت بمرور الزمن مدينة هامة بالقنطرة ما تزال الآثار المدفونة بها إلى الآن تشهد على عظمتها، إنها «مينانكس».
غير أن فترة الازدهار والرخاء في تاريخ المنطقة القديم عرفته خاصة في عهد الرومان، فقد عرفت المنطقة الحضارة الرومانية منذ مرور هؤلاء بها أثناء الحرب الفينيقية الثانية سنة 217 قبل الميلاد، حيث تنبه الرومان لدى استيلائهم على منطقة إفريقية وتدمير قرطاج سنة 146 قبل الميلاد إلى أهمية هذه المنطقة الإستراتيجية إلى جانب ما تمتاز به من جمال طبيعي واعتدال مناخي.
وفي سنة 667 ميلادي، فتح العرب منطقة جربة وكان ذلك في عهد معاوية بن أبي سفيان، على إثر غزوة برية قادها الصحابي رويفع بن ثابت الأنصاري.

## وصلات خارجية
- موقع بلدية جربة ميدون.